# Lijst van partijvoorzitters van de SGP

SGP-logo

Hieronder staat een lijst van partijvoorzitters van Staatkundig Gereformeerde Partij (SGP).
Het voorzitterschap heeft bij de SGP een voornamelijk symbolisch karakter. De partijvoorzitters zijn gewoonlijk predikanten die al dan niet ook in een politiek lichaam zitting hebben (de eerste vier in ieder geval wel). Sinds 1 januari 2001 heeft de SGP behalve een partijvoorzitter ook een algemeen of vicevoorzitter. Laatste gaat over de organisatorische kanten van de partij en over de communicatie van de partij naar de buitenwacht. Sinds 2018 is dit ds. G.W.S. Mulder. Sinds 16 januari 2021 is Dick van Meeuwen partijvoorzitter van de SGP. De politiek leider is de fractievoorzitter in de Tweede Kamer, Chris Stoffer.
| Partijvoorzitters                           | Partijvoorzitters                    | Termijn                              | Leeftijd | Functie(s) als voorzitter / Overige functie(s) | Lijsttrekker             |
| ------------------------------------------- | ------------------------------------ | ------------------------------------ | -------- | --- | ------------------------ |
| G.H. (Henri) Kersten                        | ds. G.H. (Henri) Kersten (1882–1948) | 24 april 1918 – 7 maart 1946         | 35–63    | Partijleider (1918–1945) Lid Tweede Kamer (1922–1945) Fractievoorzitter Tweede Kamer (1922–1945)                                                                         | 1922 1925 1929 1933 1937 |
| P. (Pieter) Zandt                           | ds. P. (Pieter) Zandt (1880–1961)    | 7 maart 1946 – 4 maart 1961 (†)      | 66–80    | Lid Tweede Kamer (1925–1961) Fractievoorzitter Tweede Kamer (1945–1961) Partijleider (1945–1961)                                                                         | 1946 1948 1952 1956 1959 |
| D. (David) Kodde                            | D. (David) Kodde (1894–1967)         | 6 april 1961 – 13 september 1961     | 66–67    | Lid Tweede Kamer (1956–1963) |                          |
| H.G. (Hette) Abma                           | ds. H.G. (Hette) Abma (1917–1992)    | 13 september 1961 – 23 februari 1985 | 44–68    | Lid Tweede Kamer (1963–1981) Fractievoorzitter Tweede Kamer (1971–1981) Partijleider (1971–1981) Lid Eerste Kamer (1981–1986) Fractievoorzitter Eerste Kamer (1981–1986) | 1971 1972 1977           |
|                                             | ds. D. Slagboom (1926–1997)          | 23 februari 1985 – 1 oktober 1992    | 58–66    | |                          |
|                                             | ds. W.Chr. Hovius (1934–2020)        | 1 oktober 1992 – 2 oktober 1993      | 58–59    | |                          |
|                                             | ds. D.J. (Dirk-Jan) Budding (1944)   | 2 oktober 1993 – 28 februari 2004    | 49–59    | |                          |
|                                             | W. Kolijn (1944–2015)                | 1 januari 2001 – 19 maart 2011       | 56–67    | |                          |
|                                             | M.F. van Leeuwen (1948)              | 19 maart 2011 – 12 september 2018    | 62–70    | |                          |
|                                             | P.A. Zevenbergen (1956)              | 12 september 2018 – 9 november 2019  | 62–63    | |                          |
|                                             | M.F. van Leeuwen (1948)              | 9 november 2019 – 16 januari 2021    | 71–72    | |                          |
|                                             | drs. D. (Dick) van Meeuwen (1954)    | 16 januari 2021 – heden              | 66–      | |                          |
| Bron: Partijvoorzitter Parlement & Politiek |                                      |                                      |          | |                          |

CDA · ChristenUnie · D66 · GroenLinks · PPR · PSP · PvdA · PvdD · SGP · VVD